# Clover (Virginie)
Pour les articles homonymes, voir Clover.
Clover est une census-designated place située dans le comté de Halifax, dans l’État de Virginie, aux États-Unis. Lors du recensement de 2020, elle comptait 366 habitants.